# Cane da pastore di Oropa
Il cane da pastore di Oropa, detto anche cane da pastore biellese o più semplicemente cane di Oropa, è entrato dal 2016 a far parte a pieno titolo delle 16 razze canine italiane riconosciute dall’Ente Nazionale Cinofilia Italiana ed andrà ad aggiungersi alle oltre 400 razze canine esistenti al mondo ufficialmente riconosciute. Viene utilizzato come cane da pastore in Piemonte nei territori del Biellese per la conduzione del gregge.
Si tratta di cani di taglia media, dotati di notevole atletismo e resistenza alla fatica, che li rende adatti al lavoro su terreni montani come quelli della zona geografica d'origine. 
Caratterialmente molto reattivi, li accomuna ad altre razze di pastori italiani (ad es. il pastore bergamasco) la tendenza ad usare la forza fisica (urti e talvolta morsi più o meno leggeri) verso gli ovini del gregge.
Il mantello è generalmente di colore grigio maculato (lilac merle), a volte con focature, tricolore e grigio pezzato, nero, fulvo o fulvo carbonato. Molti cani nascono brachiuri, con la coda mozzata alla nascita.
Come molte varietà locali, la razza è stata preservata dalla selezione tradizionalmente operata dagli stessi pastori che li utilizzano per il lavoro; con la graduale riduzione dell'attività pastorale si è rischiata l'estinzione. Attualmente è in corso un progetto di recupero e valorizzazione, promosso da una associazione locale ("Amici cane d'Oropa") di cui fanno parte anche rappresentanti delle associazioni di categoria degli allevatori e medici veterinari dell'ASL di zona, con il patrocinio della Provincia di Biella. Il protocollo operativo del progetto è stato redatto da Luigi Guidobono Cavalchini e da Stefano Marelli della Facoltà di Medicina veterinaria dell'Università degli Studi di Milano.